# Jarrad Branthwaite
Jarrad Branthwaite (Carlisle, 27 juni 2002) is een Engels voetballer die doorgaans als centrale verdediger speelt. Hij verruilde Carlisle United in 2020 voor Everton FC. Branthwaite debuteerde in 2024 in het Engels voetbalelftal.

## Carrière

### Carlisle United
Branthwaite kwam in 2013 in de jeugd van Carlisle United en stroomde vijf jaar later door naar het eerste elftal. In 2020 verliet hij de club.

### Everton
In de zomer van 2020 verruilde hij Carlisle United voor Everton, dat hem in januari 2021 voor een half seizoen uitleende aan Blackburn Rovers. Voor het seizoen 2022/23 werd hij uitgeleend aan PSV.

#### Verhuur aan PSV
Op 17 juli 2022 werd bekend dat Branthwaite voor een jaar verhuurd werd aan PSV. Met PSV won hij de KNVB Beker.

## Clubstatistieken
| Seizoen         | Club            | Competitie      | Competitie | Competitie | Beker | Beker | Internationaal | Internationaal | Totaal | Totaal |
| Seizoen         | Club            | Competitie      | Wed.       | Dlp.       | Wed.  | Dlp.  | Wed.           | Dlp.           | Wed.   | Dlp.   |
| --------------- | --------------- | --------------- | ---------- | ---------- | ----- | ----- | -------------- | -------------- | ------ | ------ |
| 2022/23         | PSV             | Eredivisie      | 27         | 2          | 4     | 2     | 5              | 0              | 36     | 4      |
| Club totaal     | Club totaal     | Club totaal     | 27         | 2          | 4     | 2     | 5              | 0              | 36     | 4      |
| Carrière totaal | Carrière totaal | Carrière totaal | 27         | 2          | 4     | 2     | 5              | 0              | 36     | 4      |

Bijgewerkt op 9 januari 2023

## Interlandcarrière
Branthwaite werd op 21 mei 2024 door bondscoach Gareth Southgate opgenomen in de voorlopige Engelse selectie voor het EK 2024 in Duitsland. Hij maakte op 3 juni 2024 zijn interlanddebuut, als vervanger van Marc Guéhi in een met 3–0 gewonnen oefeninterland tegen Bosnië en Herzegovina. Hij viel echter af voor de definitieve selectie voor het EK 2024.

## Erelijst
| KNVB Beker | 1× | 2022/23 |

## Overig
- Lijst van spelers van PSV

1 Pickford ·
2 Patterson ·
3 Aznou ·
5 Keane ·
6 Tarkowski ·
7 McNeil ·
9 Beto ·
10 Ndiaye ·
11 Barry ·
12 Travers ·
15 O'Brien ·
17 Chermiti ·
19 Mykolenko ·
23 Coleman ·
24 Alcaraz ·
27 Gueye ·
32 Branthwaite ·
37 Garner ·
38 Tyrer ·
42 Iroegbunam ·
45 Armstrong ·
Dewsbury-Hall ·
Coach: Moyes · 
Assistent-coach: Baines · 
Assistent-coach: Irvinne · 
Assistent-coach: McKinlay ·
Keeperstrainer: Cameron